# Abacetus cyclomus
Abacetus cyclomus là một loài bọ chân chạy thuộc phân họ Pterostichinae. Loài này được Tschitscherine mô tả lần đầu năm 1903.